# Roca Bruna
Roca Bruna är en bergstopp i Spanien.   Den ligger i provinsen Província de Tarragona och regionen Katalonien, i den östra delen av landet, 400 km öster om huvudstaden Madrid. Toppen på Roca Bruna är 505 meter över havet, eller 132 meter över den omgivande terrängen. Bredden vid basen är 2,3 km.
Terrängen runt Roca Bruna är huvudsakligen kuperad, men åt sydost är den platt. Runt Roca Bruna är det tätbefolkat, med 459 invånare per kvadratkilometer. Närmaste större samhälle är Reus, 9,0 km sydost om Roca Bruna. 